# كمال أباد (علي أباد ملك)
کمال أباد (بالفارسية: کمال‌آباد) هي قرية تقع في إيران في قسم علي أباد ملك الريفي. يقدر عدد سكانها بـ 408 نسمة .